# Beak (álbum)
Beak>  o también estilizado como BEAK> es el primer álbum de estudio y álbum debut de la banda británica vanguardista de rock: Beak, Lanzado en octubre de 2009 por la discográfica del miembro Geoff Barrow: Invada Records.
El álbum recibió buenas críticas tras el lanzamiento debut del álbum, El álbum se le considera de estilo "ecléctico" debido a su sonoridad del álbum. Muchos sitios como Metacritic, Allmusic, Pitchfork, Popmatters, NME, entre otros, mencionaron el álbum con críticas positivas.
El álbum es considerado como una "joya oculta" debido a su escasa popularidad, que se cree que en un futuro se considerada como material de culto.
Las reediciones existentes conocidas del álbum hasta el momento las realizaron las discográficas estadounidenses: Ipecac Recordings y Temporary Residence Limited.

## Sonido
El sonido del álbum es de difícil categorización, pero al álbum se le ha descrito de un sonido del estilo: trip-hop, electrónica, rock gótico, indie rock, noise rock, neo-psicodelia y rock experimental, El álbum tiene elementos del overdubbing y se caracteriza por sus sonidos vanguardistas, distorsionados y experimentales. 
También se caracteriza el álbum por contener sencillos de larga duración.

## Lista de canciones
Todas las canciones escritas y compuestas por Beak>. 
| Beak>   |                  |          |  |
| N.º     | Título           | Duración |  |
| 1.      | «Backwell»       | 06:15    |  |
| 2.      | «Pill»           | 05:34    |  |
| 3.      | «Ham Green»      | 06:27    |  |
| 4.      | «I Know»         | 05:02    |  |
| 5.      | «Battery Point»  | 07:10    |  |
| 6.      | «Iron Acton»     | 05:00    |  |
| 7.      | «Ears Have Ears» | 04:23    |  |
| 8.      | «Blagdon Lake»   | 04:44    |  |
| 9.      | «Barrow Gurney»  | 02:01    |  |
| 10.     | «The Cornubia»   | 04:00    |  |
| 11.     | «Dundry Hill»    | 07:38    |  |
| 12.     | «Flax Bourton»   | 02:50    |  |
| 1:01:04 |                  |          |  |

## Personal
Todos los sencillos y composiciones fueron realizados por todos los miembros durante la realización del álbum, La producción musical se encargó el mismo grupo de realizarlo.
- Geoff Barrow - vocal, batería
- Billy Fuller  - vocal de apoyo, bajo
- Matt Williams "Team Brick" - teclados

### Personal adicional
- Stuart Matthews - ingeniero de sonido
- Shawn Joseph - masterización
- Johnny O - arte
- John Minton - diseño del logotipo del álbum